# Balåifossen
Balåifossen est une chute d'eau de Norvège.

## Caractéristiques
Balåifossen est constituée de 3 sauts, dont le plus grand mesure 452 m. Au total, la chute d'eau mesure 850 m de haut.
La cascade mesure 6 m de large.

## Localisation
Balåifossen est située sur la commune d'Ulvik, dans le comté de Hordaland, en Norvège.
Elle est alimentée par le Balåi, avant de se jeter dans l'Osafjorden.